# Andrei Filotti
Andrei Filotti, né le 27 octobre 1930 à Bucarest et mort le 14 octobre 2024, est un ingénieur hydroénergéticien roumain, spécialiste de la gestion de l'eau.
Durant la période 1961-1962, il est le coordinateur du plan national d'aménagement des ressources hydrauliques de la Roumanie, qui fixe des orientations pour le développement à buts multiples des eaux du pays dans les prochaines décennies, tant en termes de demandes des utilisateurs d'eau, que pour combattre les inondations. Il mène des recherches dans le domaine de la gestion de l'eau avec la contribution clé de l'application de la modélisation mathématique et de calcul de l'efficacité économique dans ce domaine. Il a également remis la gestion des eaux et des barrages et des ajustements à la faculté de génie rural de l'Institut agronomique Nicolae-Bălcescu de Bucarest[pas clair]. Il quitte la Roumanie en 1982, travaillant comme conseiller en chef du secrétariat des Nations unies, à la coordination des projets en Inde, au Bangladesh, au Tchad, au Nigeria, au Sénégal et plusieurs autres pays. Après sa retraite, il continue de travailler comme consultant pour diverses organisations internationales, en se concentrant sur les activités de lutte contre la corruption.

## L'enfance et les études
Andrei Filotti est né à Bucarest le 27 octobre 1930. Son père, Eugen Filotti était un diplomate roumain et sa mère, Elizabeth Filotti, était la fille de Gheorghe Tașcă, économiste et homme politique roumain, à l'époque recteur de l'Académie commerciale de Bucarest. De 1936 à 1940 Andrei Filotti suivit les cours des écoles primaires roumaines en Grèce et en Bulgarie, où son père était ministre plénipotentiaire. Puis, 1940-1947, il fréquenta le lycée Gheorghe-Lazăr de Bucarest, sauf pour l'année scolaire 1944/45 quand il fréquenta le lycée Dinicu-Golescu de Câmpulung-Muscel. Après avoir passé les deux dernières classes du cours secondaire dans la même année, Andrei Filotti s'est inscrit en 1947 à la Faculté d'électromécanique de Institut polytechnique de Bucarest. À la suite des changements dus à la réforme de l'éducation, il passa l'examen d'État en 1952 obtenant son diplôme d'ingénieur avec mention honorifique dans la spécialité d'énergie hydraulique.
Après avoir travaillé pendant plusieurs années dans la planification des ressources hydrauliques, Andrei Filotti continua ses études. En 1968, il suivit des cours d'aménagement des eaux organisé à Paris par le Centre international des stages. Ensuite, en 1971, il soutint sa thèse de doctorat sur l'utilisation des ordinateurs électroniques dans la gestion de l'eau sous la direction de l'académicien Dumitru Dumitrescu, ayant comme rapporteurs les professeurs George Ciucu, Dorin Pavel et Ștefan Zarea. 
Andrei Filotti est marié à Maria Ligia Filotti-née Vasiliu, un critique et historien d'art, professeur au "George P. Shultz National Foreign Affairs Training Center - NFATC" (Centre national George Shultz pour la Formation dans le domaine des Affaires étrangères) du département d'État des États-Unis.

## Plan d'aménagement des ressources hydrauliques de la Roumanie
En 1959 Andrei Filotti commença son activité comme ingénieur de l'Institut pour plans d'aménagements er constructions hydrauliques de Bucarest. Il fut chargé, comme chef de projet, de l'élaboration du plan d'aménagement du bassin hydrographique du Siret et puis du « Plan général d'aménagement des ressources hydrauliques de la Roumanie ». Ce plan établissait les lignes générales de la politique concernant l'utilisation à buts multiples des ressources en eau du pays, la protection contre les inondations et autres phénomènes hydrauliques nuisibles ainsi que la protection de la qualité des eaux. Le plan se concentrait sur le réseau hydrographique mais couvrait aussi les problèmes de l'aménagement du territoire du pays pour la protection des ressources en eau, en principal l'érosion des terres ainsi que les ressources en eaux souterraines. À part de la définition de la politique du gouvernement concernant les ressources en eau, le plan établissait aussi un programme de quinze ans ainsi qu'un programme de perspective plus éloignée, pour l'aménagement intégral des ressources hydrauliques.
Ensuite, Andrei Filotti fut nommé ingénieur en chef de l'institut ayant la responsabilité de coordonner la mise en œuvre du plan, par l'élaboration des schémas des systèmes de gestion des ressources hydrauliques à buts multiples en cours de réalisation. Notamment, Andrei Filotti fut personnellement chargé de la conception de systèmes hydrauliques importants, parmi autres le système Paltinu-Doftana pour l'alimentation en eau de la ville de Ploiești, le système du canal magistral pour l'irrigation de la plaine du Bărăgan, l'aménagement du bassin du Bahlui pour la protection contre les inondations de la ville de Iași et pour l'alimentation en eau de cette ville, l'aménagement du bassin du Bârlad  l'aménagement du bassin supérieur du l'Olt et beaucoup d'autres.
Andrei Filotti élabora aussi les méthodologies pour les études de gestion des eaux, notamment celles pour les calcul d'efficacité économique des systèmes hydrauliques et les modèles mathématiques pour la gestion des eaux, la Roumanie étant le premier pays dans lequel l'utilisation de tels modèles fut généralisée au niveau national.
À part ces activités, jusqu'à son départ pour les États-Unis, Andrei Filotti fut professeur du cours de gestion des eaux à la Faculté de génie rural de l'Institut agronomique de Bucarest, la première chaire dans cette discipline crée en Roumanie, ainsi que professeur du cours de régularisation des cours d'eau.

## Conseiller des Nations unies
En 1982 Andrei Filotti quitta la Roumanie et commença son travail comme conseiller technique en chef du secrétariat des Nations unies.
Ce qui précède est présenté uniquement pour illustrer la nouvelle approche de plans de développement. Comparant le bassin du lac Tchad planification Plan et programme de planification du Fouta-Djalon, le plan d'arrangement de l'Eau de la Roumanie, tous coordonnés par Andrei Filotti, on peut suivre l'évolution de sa pensée, de la planification de l'utilisation multiple des ressources en eau intégrée de développement économique de l'ensemble du bassin fluvial.
Dans cette approche, l'eau n'est plus axée sur les programmes gouvernementaux d'investissement, mais il est préoccupé de définir des moyens de la coopération de toutes les composantes de la société pour une utilisation plus efficace de l'eau. Jouer un rôle important dans ce cas, les associations de parties prenantes pour garantir un effet commun. Ces associations sont des associations d'utilisateurs, particulièrement pour les systèmes d'irrigation ou d'adduction d'eau. Il a également mai être des associations de gestion des côtés du fleuve sont concernés par l'utilisation de la zone du bassin versant pour obtenir les effets reducererea[Quoi ?] des vagues d'inondation, de réduire l'érosion des sols, l'implication de colmatage de limon et de la rivière, etc. Ces opérations nécessitent un programme exhaustif d'orientation afin de comprendre l'importance des questions de population et de s'engager directement dans leur résolution. La conception d'Andrei Filotti, une telle action ne supprime pas la nécessité d'investir dans des ouvrages de gestion des eaux, mais est une condition préalable à la réalisation de leurs effets. Étant donné que de larges pans de la participation publique dans la participation à la gestion de l'eau est plus complexe que l'exécution de la construction hydroélectrique, l'attention aux organes de gestion de l'eau devrait être essentiellement orientés vers ces activités.

## Autres travaux
Dans le processus de transition d'une économie socialiste à une économie de marché, le Gouvernement de la République kirghize a sollicité l'aide de la Banque asiatique de développement (Asian Development Bank - ADB) pour l'organisation des associations d'utilisateurs d'eau à prendre en charge l'entretien et l'exploitation du réseau de distribution canaux d'irrigation. Andrei Filotti a été employé comme chef de projet pour initier cette action. Les activités du projet portent sur des questions liées à la législation statuts des associations, et le transfert de propriété des réseaux de distribution par association. Le projet prévoit également l'organisation des associations de pilotes dans trois zones différentes du pays et la qualification des régionales et agences de l'eau du district en matière de coordination de la formation des associés.
Après son retour du Kirghizistan, Andrei Filotti a été nommé directeur des opérations de la société SWIPCO, d'aider les différents gouvernements pour renforcer les efforts de lutte contre la corruption. SWIPCO société, qui a été associée avec l'organisation internationale des méthodes d'enquête de Transparency International ont été spécialisés dans les activités d'approvisionnement du gouvernement.
Des méthodologies développées dans le SWIPCO envisagé un suivi continu par des organismes indépendants, le processus de passation des marchés, de l'évaluation des besoins en approvisionnement, d'élaborer des spécifications, de définir les conditions de qualification des soumissionnaires et de l'organisation des appels d'offres, l'évaluation des offres, des contrats de travail, le suivi de la mise en œuvre et les livraisons et la mise en place de conditions pour les contrats futurs, y compris les listes tenues par le fournisseur. Méthodologie développée par SWIPCO permis d'identifier des problèmes potentiels avant de prendre des décisions et prendre des mesures correctives avant que les dépenses. Il diffère donc des méthodes traditionnelles de vérification analyse des situations après la conclusion de toutes les opérations et n'est donc pas possible d'éviter les dépenses inutiles.
D'importants efforts ont été dirigés vers la formation et les qualifications des employés de diverses agences gouvernementales dans l'application de méthodologies de lutte contre la corruption. En plus de coordonner les tâches qui étaient inhérentes à la position qu'ils occupent, Andrei Filotti directement traités une série de projets qui méritent d'être révélé des activités d'approvisionnement umărirea gouvernement de l'Ouganda, le suivi des contrats pour les contrôles douaniers de la République du Congo et le suivi des contrats services de la ville, l'hôpital central de Washington, aux États-Unis. 
Andrei Filotti a finalement pris sa retraite en 2003 et vit actuellement dans le comté d'Arlington, en Virginie aux États-Unis.